# Annika Bryn
Annika Bryn (* 1945) ist eine schwedische Journalistin, Schriftstellerin und Krimiautorin.

## Herkunft und Familie
Bryn ist die Tochter einer schwedischen Mutter und eines norwegischen Vaters und wuchs in Stockholm auf. Die Familie ihres Vaters war im norwegischen Widerstand gegen die Nazi-Besatzer aktiv gewesen und hatte Saboteure versteckt. Ihr Großvater, ein Kapitän, sank mit seinem Schiff bei einem deutschen Angriff. Ihr Vater ging als junger Mann in den Untergrund und floh während des Zweiten Weltkrieges in das neutrale Schweden. Dort lernte er Annika Bryns Mutter kennen, die ebenfalls im Widerstand aktiv war und u. a. norwegischen und dänischen Juden zur Flucht verhalf.
Annika Bryn verbrachte in ihrer Kindheit viel Zeit bei ihrer Großmutter in Südnorwegen, die ihr viele Geschichten aus der deutschen Besatzungszeit und dem Krieg erzählte. Früh fing sie an zu schreiben, um Erlebtes und Gehörtes zu verarbeiten.

## Studium und Berufsleben
Nach dem Abitur studiert sie Komparatistik, Filmwissenschaft, Soziologie und Theaterwissenschaften. Seither arbeitet sie als freie Journalistin, u. a. für die renommierte schwedische Tageszeitung Aftonbladet. In ihren Artikeln geht es ihr vor allem um Gewaltfreiheit, Solidarität mit Minderheiten und die Respektierung der Menschenrechte.

## Werke
2003 veröffentlichte Annika Bryn ihren ersten Kriminalroman Den sjätte natten (Die sechste Nacht) in Schweden. Das Buch, in dem sie Autobiografisches aus ihrer Familie literarisch verarbeitet und in einen Thriller verpackt, erhielt einen Preis als "bester Debütroman". 2005 erschien er in deutscher Übersetzung, erhielt positive Kritiken und wird in eine Reihe gestellt mit den sogenannten "Schwedenkrimis" von Henning Mankell und Liza Marklund.
- Die sechste Nacht. Roman, Blanvalet, München, 2005, ISBN 3-442-36233-4
- Tatmotiv: unbekannt. Roman, Blanvalet, München, 2006, ISBN 978-3442362349
- Rabennächte. Roman, Blanvalet, München, 2007, ISBN 978-3442367016